# Cacodacnus lameeri
Cacodacnus lameeri là một loài bọ cánh cứng trong họ Cerambycidae.